# 葛金章
葛金章（1894年—1965年）字仲文。安徽省蒙城县人。中华民国军事将领，最终阶级陆军少将。馮玉祥手下的「十三太保」之一。

## 生平
葛金章1913年投军京卫军第二营，同年8月挑充第一营前哨什长，第一营营长即冯玉祥。191年冯部改为陆军第十六混成旅，葛金章任步一团一营一连正目、第三连十二排排长、第四连连长、第三营营长。1922年任河南省彰德行政区行政长、第七混成旅一团团长。1924年，参加北京政变后，葛金章任中央第七混成旅旅长、后转调地方任察哈尔省税务局长。1928年中原大战期间，葛金章出任第二集团军兵站总监。1931年，应鄂豫皖绥靖公署督办李鸣钟之邀，任公署驻汉口办事处处长。后因李鸣钟不愿与红军作战辞职，葛随之辞任。1932年应韩复榘聘请，与韩多峰、过之纲等人一同赴任山东省政府高级顾问，协助韩复榘斡旋于日蒋之间，抵制日方的威逼利诱。同时宋哲元也聘葛为第二十九军高级参议等职。
抗日战争期间，葛金章隐居北平。1939年因拒绝与日伪当局合作而一度为日本宪兵队逮捕拷问，造成终身残疾。后日本宪兵队因葛金章病重且未能发现具体抗日活动情势等原因被释放。解放后，葛金章将名下田产捐赠给人民政府，被认为是开明人士。1950年代起应北京市西城区政协邀请，多次参加政协组织的学习座谈活动。1965年4月因脑血栓病逝世，享年71岁。